# 黒眼銀河
座標:  12h 56m 43.696s, +21° 40′ 57.57″
黒眼銀河（くろめぎんが、M64, NGC 4826）は、かみのけ座に存在する渦巻銀河。

## 概要
渦巻銀河の中心核の手前にはっきりとした暗黒帯を持っているのが、特徴である。この暗黒帯は銀河の宇宙塵によって光が吸収されるために黒く見えており、暗黒帯が黒目のように見えることからこの名前が付けられている。
一見すると暗黒帯が濃いという特徴以外には、ごく普通の渦巻銀河に見える。他の大多数の渦巻銀河と同様に渦巻が巻き込まれる方向（地球から見て時計回りの方向）に回転しているが、最近の詳細な観測から外縁部分にある星間ガスは内側とは逆方向に回転していることが明らかになっており、これは過去に2つの銀河が衝突合体した名残ではないかと考えられている。研究者の推定では、約10億年以上前に伴銀河と合体し、この逆回転するガスを残したと見られている。この逆回転するガスとのずり運動によって星間ガスが圧縮され、この銀河では新しい星が活発に生成されている。高解像度の画像を見ると、赤い水素ガスの星雲の中で高温の青く若い星が生まれていることが分かる。これは誕生した青い大質量星からの強い紫外線によって水素ガスが電離され、Hα線を放出しているものである。
過去に衝突した小さな銀河は、現在ではほぼ完全に破壊されてしまっている。この小銀河の星は本体と合体したか、宇宙空間に四散してしまったと考えられるが、外縁部のガスが逆回転しているという観測事実に、過去の衝突の証拠が現在でもはっきりと残されている。
双眼鏡では小さなまるい星雲状に見え、口径8cmの望遠鏡ではぼんやりとした丸い光の集まりが見えてくる。口径15cmでは楕円形の様子がはっきりしてくるうえ、口径20cmではくっきりとした姿が分かる。中心部の黒色部分はまれに口径7.5cmの望遠鏡でみたという人もいるが、通常は口径20cm以上で好条件であることを必要とする。はっきりと黒目を見るためには口径30cmを必要とし、黒目の湾曲構造も見えてくる。

## 観測史
1779年3月23日にイギリスのエドワード・ピゴットによって発見された。また、そのわずか12日後の同年4月4日には、ドイツのヨハン・ボーデによって独立に発見されている。翌年の1780年3月1日にはシャルル・メシエも独立発見した。しかしながら、ピゴットの発見は1781年1月11日にロンドンの王立協会で読まれたときに公表されたに過ぎず、これはボーデの発見が1779年に、メシエの発見が1780年の晩夏に発表された後のことであった。結局、ピゴットの発見は多かれ少なかれ無視され、2002年4月になってようやくブリン・ジョーンズによって見出された。
暗黒帯は、1785年と1789年の2度、ウィリアム・ハーシェルによって確認され、「黒眼」にたとえられている。